# Panoblemma
Panoblemma là một chi bướm đêm thuộc họ Erebidae.